# Secretaria de Estado dos Negócios da Segurança Pública de São Paulo
| Secretaria da Segurança Pública                              |                                   |
| Rua Líbero Badaró, 39 - Centro - São Paulo www.ssp.sp.gov.br |                                   |
| Criação                                                      | 17 de setembro de 1906 (118 anos) |
| Atual secretário                                             | Guilherme Muraro Derrite          |

A Secretaria de Estado dos Negócios da Segurança Pública de São Paulo foi criada em 1906. É a responsável pela Administração das polícias em todo o Estado de São Paulo no Brasil, sendo estas, polícias Civil, Militar, Técnico-Científica.

## Comando
| Nome da organização | Nome                               | Governador |
| ------------------- | ---------------------------------- | ---------- |
| Polícia Científica  | Perito Ivan Dieb Miziara           | João Dória |
| Polícia Militar     | Coronel PM Marcelo Vieira Salles   | João Dória |
| Polícia Civil       | Delegado Ruy Ferraz Fontes         | João Dória |
| Conseg              | Coordenador Evaldo Roberto Coratto | João Dória |

## Lista nominal de alguns secretários[5]
| Nº | Nome                              | Início do mandato | Fim do mandato | Governador                                            |
| 1  | Miguel Costa                      | 1930              | 1931           | João Alberto Lins de Barros                           |
| 2  | Abraão Ribeiro                    | 1931              | 1931           | Laudo Ferreira de Camargo João Alberto Lins de Barros |
| 3  | Eurico Sodré                      | 1931              | 1931           | Laudo Ferreira de Camargo                             |
| 4  | Hely Lopes Meirelles              | 1968              | 1969           | Abreu Sodré                                           |
| 5  | Sérvulo Mota Lima                 | 1971              | 1974           | Laudo Natel                                           |
| 6  | Erasmo Dias                       | 1974              | 1979           | Paulo Egydio Martins                                  |
| 7  | Octávio Gonzaga Júnior            | 1979              | 1983           | Paulo Maluf                                           |
| 8  | Miguel Reale Júnior               | 1983              | 1984           | Franco Montoro                                        |
| 9  | Michel Temer                      | 1984              | 1986           | Franco Montoro                                        |
| 10 | Eduardo Augusto Muylaert Antunes  | 1986              | 1987           | Franco Montoro                                        |
| 11 | Luiz Antônio Fleury               | 1987              | 1990           | Orestes Quércia                                       |
| 12 | Antônio Cláudio Mariz de Oliveira | 1990              | 1991           | Orestes Quércia                                       |
| 13 | Pedro Franco de Campos            | 1991              | 1992           | Luiz Antônio Fleury Filho                             |
| 14 | Michel Temer                      | 1992              | 1992           | Luiz Antônio Fleury Filho                             |
| 15 | Paulo de Tarso Mendonça           | 1992              | 1993           | Luiz Antônio Fleury Filho                             |
| 16 | Michel Temer                      | 1993              | 1993           | Luiz Antônio Fleury Filho                             |
| 17 | Odyr José Pinto Porto             | 1994              | 1994           | Luiz Antônio Fleury Filho                             |
| 18 | Antônio de Souza Corrêa Meyer     | 1994              | 1995           | Luiz Antônio Fleury Filho                             |
| 19 | José Afonso da Silva              | 1995              | 1999           | Mário Covas                                           |
| 20 | Marco Vinicio Petreluzzi          | 1999              | 2002           | Mário Covas Geraldo Alckmin                           |
| 21 | Saulo de Castro Abreu Filho       | 2002              | 2006           | Geraldo Alckmin Cláudio Lembo                         |
| 22 | Ronaldo Marzagão                  | 2007              | 2009           | José Serra                                            |
| 23 | Antônio Ferreira Pinto            | 2009              | 2012           | José Serra Alberto Goldman Geraldo Alckmin            |
| 24 | Fernando Grella Vieira            | 2012              | 2014           | Geraldo Alckmin                                       |
| 25 | Alexandre de Moraes               | 2015              | 2016           | Geraldo Alckmin                                       |
| 26 | Mágino Alves Barbosa Filho        | 2016              | 2018           | Geraldo Alckmin Márcio França                         |
| 27 | João Camilo Pires de Campos       | 2019              | 2023           | João Doria Rodrigo Garcia                             |
| 28 | Guilherme Muraro Derrite          | 2023              | atualidade     | Tarcísio de Freitas                                   |